# Carl August Andrée
Carl August Andrée, lat. Carolus Augustus Andrée, (* 1762 in Dresden; † 1809 ebenda) war ein deutscher Mediziner und Zahnchirurg.

## Leben
Andrée kam als Sohn des kurfürstlichen Leibchirurgen und  Carl August Andrée in Dresden zur Welt. Er lernte vier Jahre lang Zahnchirurgie bei Hofchirurg Naumann und besuchte Vorlesungen des medizinisch-chirurgischen Kollegs in Dresden. Anschließend war er als Wundarzt bei der Artillerie tätig.
Andrée studierte von 1782 bis 1785 in Leipzig Heilkunst und schloss seine Studien mit dem Baccalaureat ab. Er kehrte nach Dresden zurück, wo er zunächst Prosektor der Chirurgenschule wurde und ab 1786 auch lehrte. Andrée nahm damit „den ersten öffentlichen Lehrauftrag für Zahnchirurgie in Deutschland wahr“. Er promovierte 1790 in Leipzig mit der Arbeit Prima puerorum dentitione. Andrée blieb bis zu seinem Tod 1809 Dozent für Zahnchirurgie.
Im Jahr 1799 lebte Andrée als „Leibzahnchirurgus“ auf der Kleinen Brüdergasse 304. Sein 1781 geborener Sohn Karl Maximilian Andrée wurde als Gynäkologe bekannt.

## Werke
- 1784: De Odontagris Ad Dentes Evellendos Necessariis, Eorum Vi Mechanica Applicationeque
- 1790: Prima Puerorum Dentitione (Dissertation)
- 1790: De natura animi quoad physiologiam [Cum vita candidati C.A.Andree.]